# 시후구 (항저우시)

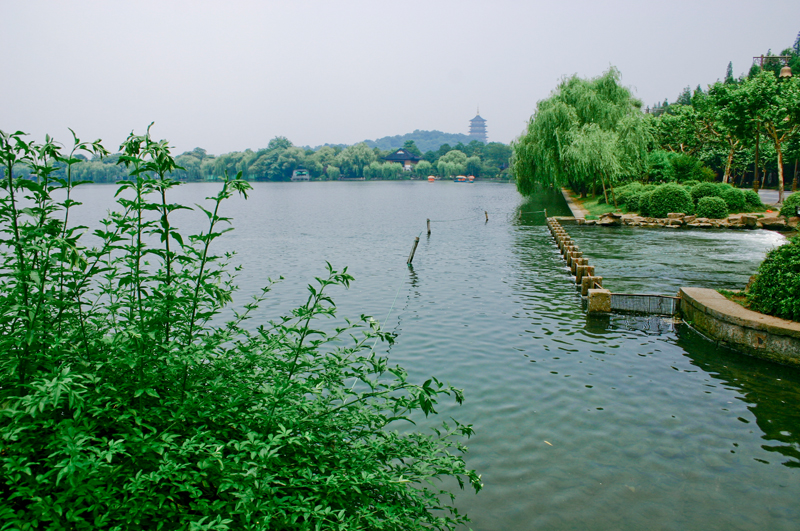

시후구(한국어: 서호구, 중국어: 西湖区, 병음: Xīhú Qū)는 중화인민공화국 저장성 항저우시의 현급 행정구역이다. 넓이는 309km2이고, 인구는 2022년 기준으로 1,110,000명이다.

## 행정 구역
10개 가도, 2개 진을 관할한다.
- 가도: 北山街道, 灵隐街道, 西溪街道, 翠苑街道, 文新街道, 古荡街道, 西湖街道, 转塘街道, 留下街道, 蒋村街道.
- 진: 双浦镇, 三墩镇.